# Woudrichem
Woudrichem ( udtale ?; Brabantsk: Woerkem eller Woerkum) er en kommune og en by i den sydlige provins Noord-Brabant i Nederlandene. 
- Wikimedia Commons har flere filer relateret til Woudrichem

51°48′47″N 5°00′04″Ø / 51.813°N 5.001°Ø